# Dan Pletch
Pas d'image ? Cliquez ici

a Compétitions nationales et continentales officielles uniquement.

b Matchs officiels uniquement.
Dernière mise à jour le 3 février 2024.
Dan Pletch, né le 12 avril 1983, est un joueur de rugby à XV, qui joue avec l'équipe du Canada évoluant au poste de pilier ou de talonneur (1,80 m pour 109 kg).
Il a un frère jumeau qui est également international, Mike.

## Carrière

### En équipe nationale
Il a eu sa première cape internationale le 27 mai 2004, à l’occasion d’un match contre l'équipe des États-Unis.

## Palmarès
- 31 sélections avec l'équipe du Canada
- 10 points (2 essais)
- Sélections par année : 5 en 2004, 4 en 2005, 7 en 2006, 7 en 2007, 5 en 2009, 3 en 2010